# 1891 az irodalomban
Az 1891. év az irodalomban.

## Események
- Megindul a Magyar Tudományos Akadémia újabb folyóirata, az Irodalomtörténeti Közlemények

## Megjelent új művek
- Anton Csehov kisregénye folytatásokban: A párbaj (Дуэль); a következő évben könyv alakban is
- Anatole France regénye: Thaïs
- George Gissing angol író regénye: New Grub Street (Modern firkászok)[1]
- Thomas Hardy legismertebb regénye: Egy tiszta nő (Tess of the d’Urbervilles)
- Jules Verne regénye: A Franklin kifut a tengerre [Branicanné asszony] (Mistress Branican)
- Oscar Wilde:
  - bővítve, könyv alakban is megjelenik regénye, a Dorian Gray arcképe (The Picture of Dorian Gray)
  - Eszmék (Intentions); esszék, dialógusok kötete
  - mesegyűjteménye: Gránátalmaház (A House of Pomegranates)
- Émile Zola regénye: A pénz (L’argent)
- Selma Lagerlöf első regénye: Gösta Berling története (Gösta Berling saga)

### Költészet
- Megjelenik Arthur Rimbaud műveinek első jelentős gyűjteménye: Reliquaire (Ereklyetartó)[2]
- Paul Verlaine verseskötete: Chansons pour Elle

### Dráma
- Henrik Ibsen drámája: Hedda Gabler, bemutató: München, január 31.
- Maurice Maeterlinck belga drámaíró egyfelvonásosa: A vakok (Les Aveugles)
- Lev Tolsztoj vígjátéka: A műveltség gyümölcsei (Плоды просвещения), megjelenés és első nyilvános bemutató

### Magyar nyelven
- Jókai Mór regénye: Nincsen ördög

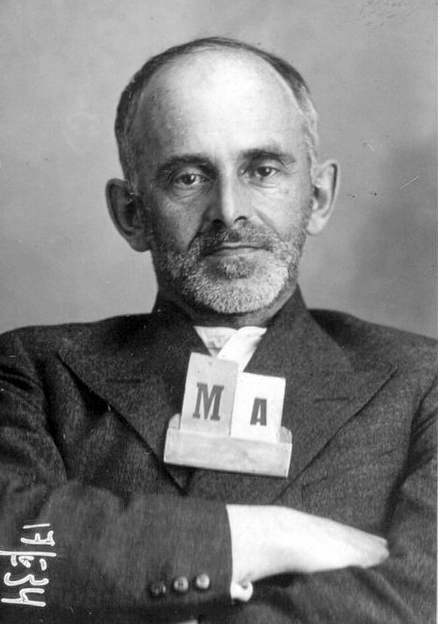
Oszip Mandelstam

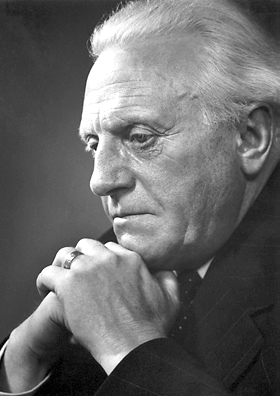
Pär Lagerkvist

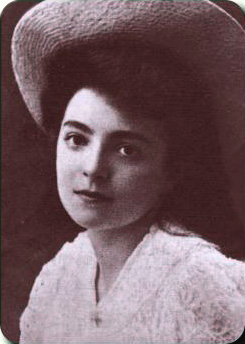
Nelly Sachs

- Justh Zsigmond regénye: A puszta könyve
- Rákosi Viktor:
  - Egy falusi Hamlet (regény)
  - Sipulusz tárcái (elbeszélések)
- Csiky Gergely: A nagymama, vígjáték (bemutató a Nemzeti Színházban)

## Születések
- január 15. – Oszip Mandelstam orosz költő, esszéíró († 1938)
- január 15. – Ilja Ehrenburg orosz, szovjet író, költő, műfordító, publicista († 1967)
- február 11. – Komját Aladár költő, szerkesztő († 1937)
- február 19. – Ligeti Ernő erdélyi magyar író, publicista, szerkesztő, a helikoni közösség tagja († 1945)
- március 27. – Zilahy Lajos író, publicista († 1974)
- május 15. – Mihail Bulgakov orosz, szovjet író, A Mester és Margarita szerzője († 1940)
- május 22. – Johannes Becher német költő, politikus, az NDK himnusz szövegének költője († 1958)
- május 23. – Pär Lagerkvist Nobel-díjas (1951) svéd író, költő, († 1974)
- június 6. – Lányi Sarolta költő, műfordító († 1975)
- december 10. – Nelly Sachs Nobel-díjas (1966, megosztva) német író és költő († 1970)

## Halálozások
- május 8. – Helena Blavatsky orosz írónő, fordító, teozófus (* 1831)
- július 19. – Pedro Antonio de Alarcón spanyol író (* 1833)
- augusztus 12. – James Russell Lowell amerikai költő, író (* 1819)
- szeptember 27. – Ivan Alekszandrovics Goncsarov orosz író, nevezetes regénye az Oblomov (* 1812)
- szeptember 28. – Herman Melville amerikai író (* 1819)
- november 10. – Arthur Rimbaud francia szimbolista költő (* 1854)
- november 19. – Csiky Gergely drámaíró, műfordító (* 1842)